# Пефки (Аттика)
Пе́фки (греч. Πεύκη «сосна») — город в Греции, северный пригород Афин. Расположен на высоте 260 метров над уровнем моря, на Афинской равнине, в 11 километрах к северо-востоку от центра Афин. Административный центр общины Ликовриси-Пефки в периферийной единице Северные Афины в периферии Аттика. Население 21 415 жителей по переписи 2011 года. Площадь 2,176 квадратного километра.
По южной окраине города проходит автострада 6 «Атики-Одос», часть европейского маршрута E94. Обслуживается станциями Афинского метрополитена: «Нерандзиотиса», «Ирини», «Маруси» и «КАТ».

## История
На месте Пефки находился древний дем Афмония (Атмонон), относившийся к Кекроповой филе.
Пефки основан беженцами после малоазийской катастрофы и греко-турецкого обмена населением. Город создан в 1928 году и назывался Мангуфана (Μαγκουφάνα) до 1960 года (ΦΕΚ 16Α). Сообщество Мангуфана создано в 1950 году (ΦΕΚ 258Α), в 1982 году (ΦΕΚ 98Α) создана община Пефки. Название Мангуфана происходит от византийской фамилии Манкафа, к которой принадлежал Феодор Манкафа, аристократ и крупный землевладелец, правитель Филадельфии в Малой Азии (ныне Алашехир). По другой версии — от «одинокой Анны» (греч. «Μαγκούφα Άννα»), жившей здесь. Название Пефки город получил от сосны приморской (греч. πεύκη) из-за природных богатств области.

## «Солнечная деревня»

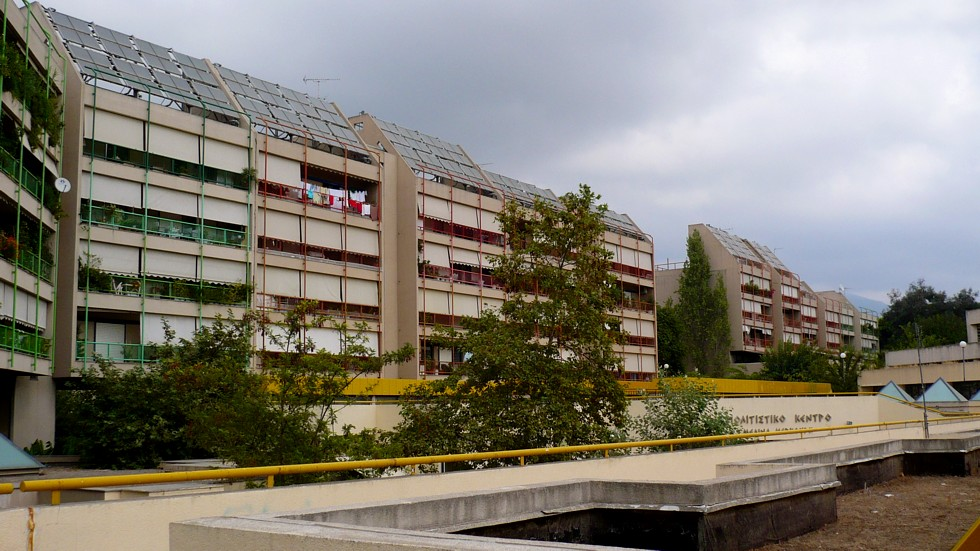
Илиако-Хорио («Солнечная деревня»)

В Пефки находится «Илиако-Хорио» («Ηλιακό Χωριό», «Солнечная деревня»), район социального жилья из четырех кварталов и 435 домов, в которых живут примерно 1600 человек. Дома построены в 1984 году по принципам солнечной архитектуры по проекту Александроса Томбазиса. В «Солнечной деревне» широко использованы самые разные системы солнечной энергетики (пассивные и активные), которые комбинируются с различными типами застройки (низко- и высокоплотной, мало- и среднеэтажной и т. п.). Удалось получить ценный практический материал по использованию различных типов солнечных установок для получения солнечной энергии.

## Население
| Год  | Население, человек |
| ---- | ------------------ |
| 1928 | 186                |
| 1940 | 1552               |
| 1951 | 2323               |
| 1961 | 3763               |
| 1971 | 4906               |
| 1981 | 10 863             |
| 1991 | 18 359             |
| 2001 | 20 894             |
| 2011 | ↗ 21 415           |